# Gare de Villedieu-sur-Indre
Ne doit pas être confondu avec Gare de Villedieu-les-Poêles.
La gare de Villedieu-sur-Indre est une gare ferroviaire française, de la ligne de ligne de Joué-lès-Tours à Châteauroux, située sur la commune de Villedieu-sur-Indre, dans l'Indre, en région Centre-Val-de-Loire.
C'est une gare de la Société nationale des chemins de fer français (SNCF) aujourd'hui fermée a tout trafic.

## Situation ferroviaire
Établie à 125 mètres d'altitude, la gare de Villedieu-sur-Indre est située au point kilométrique (PK) 339,519 de la ligne de Joué-les-Tours à Châteauroux, entre les gares de Buzançais et Niherne.

## Trafic
La gare voit passer des trains de céréales et d'engrais entre Châteauroux et Argy via Buzançais.